# Jablanica (Tešanj)
Pour les articles homonymes, voir Jablanica.
Jablanica (en cyrillique : Јабланица) est un village de Bosnie-Herzégovine. Il est situé dans la municipalité de Tešanj, dans le canton de Zenica-Doboj et dans la fédération de Bosnie-et-Herzégovine. Selon les premiers résultats du recensement bosnien de 2013, il compte 758 habitants.

## Démographie

### Évolution historique de la population dans la localité
| 1948 | 1953 | 1961 | 1971  | 1981  | 1991 | 2013 |
| ---- | ---- | ---- | ----- | ----- | ---- | ---- |
| -    | -    | 966  | 1 174 | 1 511 | 831  | 758  |

|  |

### Répartition de la population par nationalités (1991)
En 1991, les 831 habitants du village étaient tous Musulmans (bosniaques).